# تطور جزيئي
التطور الجزيئي (بالإنجليزيّة: Molecular evolution) هو عملية تغيُّر تسلسل تركيب الجزيئات الخلويّة مثل الدنا والحمض النوويّ الريبوزيّ والبروتينات عبر الأجيال. يستخدم مجال التطور الجزيئيّ مبادئ الأحياء التطوريّة وعلم وراثة السكان لتفسير أنماط هذه التغيُّرات. تهتم المواضيع الرئيسة في التطور الجزيئيّ بمعدلات وتأثيرات تغيُّر النيكليوتيدات، التطور المحايد مقارنة بالانتخاب الطبيعيّ وأصول الجينات الجديدة، والطبيعة الجينيّة للصفات المُعقَّدة، والأساس الوراثيّ للانتواع، تطور النمو والطرائق التي تؤثر بها القوى التطوريّة على المحتوى الوراثيّ والنمط الظاهريّ.

## التاريخ
بدأ تاريخ التطور الجزيئيّ في بداية القرن العشرين بداية من الكيمياء الحيويّة المقارنة، واستخدام تقنيات «البصمة» مثل اختبارات المناعة والفصل الكهربيّ الهلاميّ وكروموتوغرافيا الورق في خمسينات القرن الماضي لاستكشاف البروتينات المتناددة. استقل مجال التطور الجزيئيّ بذاته بداية من ستينات وسبعينات القرن الماضي، بعد نشوء علم الأحياء الجزيئيّة. ساعد تسلسل البروتين علماء الأحياء الجزيئيّة على تشييد سلالات بناءً على مقارنة التسلسل، واستخدام الاختلافات بين التسلسلات المتناددة كساعة جزيئيّة لتقدير الوقت الذي مر منذ آخر سلف مشترك عام. في نهاية ستينات القرن الماضي، وفَّرت نظرية التطور الجزيئيّ المحايدة أساسًا نظريًّا للساعة الجزيئيّة، بالرغم من أن الساعة والنظرية المحايدة كلاهما كانا محل جدل، لأن أغلب علماء الأحياء التطوريّة تمسكوا بالانتقاء الشامل، مع اعتبار الانتقاء الطبيعيّ سبب مهم فقط للتغيُّرات التطوريّة. بعد سبعينات القرن الماضي، ساعد تسلسل الحمض النوويّ التطور الجزيئيّ على الوصول إلى نقطة أبعد من البروتينات إلى تسلسل الحمض النوويّ الريبوزي الريبوسوميّ، وهو أساس إعادة صياغة مفهوم تاريخ الحياة المُبكِّر.

## قوى التطور الجزيئيّ
يُعتبر محتوى وتركيب الجينوم مُنتج للقوى الوراثيّة والجزيئيّة التي تعمل على الجينوم. تظهر التباينات الوراثيّة الجديدة خلال الطفرات وتنتشر ويُحافظ عليها في الجماعات بسبب الانحراف الوراثيّ والانتخاب الطبيعي.

### الطفرات
الطفرات هي تغيُّر دائم وقابل للانتقال في المادة الوراثيّة للخليّة أو للفيروس. تنتج الطفرات من أخطاء في نسخ الدنا خلال الانقسام الخلويّ، عن طريق التعرُّض للإشعاع أو للمواد الكيميائيّة أو للمؤثرات البيئيّة أو للفيروسات أو الجينات القافزة. تُعتبر معظم الطفرات الحادثة تعدد لأشكال النوكليوتيدات المفردة والتي تُعدِّل من القواعد المفردة لتسلسل الدنا مما يؤدي إلى طفرة نقطيّة. تُعدِّل الطفرات الأخرى أجزاء أكبر من تسلسل الدنا ويمكن أن تسبب نسخًا أو إضافةً أو حذفًا أو إبدالًا أو إحلالًا.
تُظهر معظم الكائنات تحيُّزًا قويًّا في أنواع الطفرات الحادثة بتأثير قويّ في محتوى الغوانين والسايتوسين. يُعتبر الانتقال (A ↔ G or C ↔ T) أكثر شيوعًا من التبدال (استبدال بيورين (ذو حلقتين) ببيريميدين (ذو حلقة واحدة) أو العكس)، واحتماليّة تغيير تسلسل الحمض الأمينيّ في البروتين فيه أقل.
تُعتبر الطفرات حوادث تصادفيّة وتحدث بصورة عشوائيّة عبر الجينات. نسبة معدلات الطفرات لمواقع النوكليوتيدات المفردة ضئيلة للغاية، تصل إلى 10−9 أو 10−8 لكل موقع لكل جيل، مع العلم بأن بعض الفيروسات تُظهر معدلًا أعلى من الطفرات يُقدَّر بـ10−6 لكل موقع لكل جيل. بين هذه الطفرات، سيكون بعضها محايدًا والبعض الآخر مفيدًا وسيظل في المحتوى الوراثيّ إلا إذا فُقد بالانحراف الوراثيّ، وستكون المجموعة الأخيرة مُضرة وستُفقد من المحتوى الوراثيّ خلال الانتخاب الطبيعيّ. ولأن الطفرات نادرة للغاية، ستتراكم بصورة بطيئة جدًا عبر الأجيال. يختلف عدد الطفرات الظاهرة في جيل مفرد، ولكن خلال فترة طويلة من الزمن سيظهر تراكمها بوتيرة منتظمة. باستخدام مُعدَّل الطفرات خلال الجيل وعدد اختلافات النوكليوتيدات بين تسلسلين، يمكن حساب مرات التباعد بالساعة الجزيئيّة.

### التوليف الجيني
التوليف الجينيّ هو العمليّة التي تؤدي إلى التبادل الوراثيّ بين الكروموسومات أو المناطق الكروموسوميّة. يعاكس التوليف الجينيّ الترابط الفيزيائيّ بين جينين متقاربين، وبالتالي يقلل من الترافق الجينيّ. تؤدي تلك الوراثة المستقلة إلى انتقاءٍ أكثر كفاءة، مما يعني أن المناطق ذات التوليف الجينيّ الأعلى ستحمل مُعدَّلًا أقل من الطفرات الضارة، وتنويعات منتقاة، وعددًا أقل من الأخطاء في النسخ والإصلاح. يمكن أن ينتج التوليف الجينيّ أيضًا أنواعًا معينة من الطفرات إذا لم تصطف الكروموسمات جيدًا.

### تحويل الجين
هو نوع من التوليف الجينيّ، ومنتج لإصلاح الدنا حيث تُصحح النوكليوتيدات التالفة باستخدام مناطق وراثيّة متناددة كقالب. تُقتطع القواعد التالفة أولًا، ثم يتسق الشريط التالف مع النظير غير التالف، ويُصلح تركيب الدنا المنطقة المقتطعة باستخدام الشريط السليم كمرشد. يُعتبر تحويل الجين مسئولًا عن تناغم تسلسل النسخ الجينيّة خلال فترة طويلة من الزمن، مما يقلل من التباعد في النوكليوتيدات.

### الانحراف الوراثيّ
الانحراف الوراثيّ هو التغيُّر في تواتر الأليل من جيل إلى آخر بسبب التأثيرات التصادفيّة والعينات العشوائيّة في الجماعات المحدودة. لا تؤثِّر بعض الاختلافات على صلاحيّة الكائن، قد تزيد أو تقل في التواتر بسبب الصدفة. التغيُّرات «المحايدة تقريبًا» والتي يكون معامل الانتخاب فيها مقارب للحد الأدنى 1/ حجم التجمُّع الفعّال سوف يتأثر أيضًا بالصدفة علاوة على الانتخاب الطبيعيّ والطفرات. نُسبت العديد من السمات الجينوميّة إلى تراكم الطفرات المُضرة المحايدة تقريبًا نتيجة لصغر حجم التجمُّع الفعّال.

### الانتخاب
يحدث الانتخاب عندما تنجو الكائنات ذات الصلاحيّة العالية، أي القدرة على النجاة والتناسل، ويستمر الكائن لأجيال أخرى، وبالتالي يزيد من فرصة التباينات الوراثيّة في الجماعة. قد يكون الانتخاب نتيجة للانتخاب الطبيعيّ أو الانتخاب الصناعيّ أو الانتخاب الجنسيّ. الانتخاب الطبيعيّ هو أي عملية انتقائيّة تحدث بسبب صلاحية الكائن للحياة في البيئة الموجود بها. في المقابل، الانتخاب الجنسيّ يحدث نتيجة اختيار الأزواج وقد يؤدي إلى انتشار عوامل وراثيّة تتعارض مع الانتخاب الطبيعيّ ولكنها تزيد من جاذبيّة الكائن لجنسه الآخر أو تزيد من نجاح التزاوج. يُفرض الانتخاب الصناعيّ من كيان خارجيّ خاصة من البشر، لتكثير تواتر السمات المرغوبة، كما يُعرف أيضًا باسم التوالد الانتقائيّ.
قد تنطبق مبادئ وراثيّات السكان على أنواع الانتخاب أيضًا، بالرغم من حقيقة أنها يمكن أن تنتج تأثيرات مميزة بسبب تجمُّع الجينات بوظائف مختلفة في أجزاء مختلفة من المحتوى الوراثيّ، أو بسبب الخصائص المختلفة للجينات في طبقات وظيفيّة معينة. على سبيل المثال، قد يكون الانتخاب الجنسيّ مؤثرًا على التطور الجزيئيّ للكروموسومات الجنسيّة بسبب تجمُّع الجينات المحددة للجنس على كروموسومات X وY .
قد يعمل الانتخاب على مستوى الجين على حساب صلاحيّة الكائن، مما يؤدي إلى فائدة انتقائيّة للعناصر الوراثيّة الأنانيّة بتكلفة على العائل.

## بنيان الجينوم

### حجم الجينوم
يتأثر حجم الجينوم بكمية تكرارات الدنا بالإضافة إلى عدد الجينات في الكائن. تشير مفارقة قيمة س إلى الافتقار إلى العلاقة بين تعقيد الكائن وحجم الجينوم لديه. وتُفسر تلك المفارقة كالتالي: أولًا، قد تُشكِّل العناصر الوراثيّة المتكررة أجزاءً أكبر من الجينوم لدى عدد من الكائنات، وبالتالي تُضخِّم محتوى الدنا للجينوم وحيد الصيغة الوراثيّة. ثانيًا، لا يشير عدد الجينات بالضرورة إلى عدد المراحل النمائيّة أو أنواع الأنسجة بالكائن. قد يحتوى الكائن ذو المراحل النمائيّة القليلة على عدد أكبر من الجينات التي تؤثر على النمط الظاهريّ غير المتعلِّق بالمراحل النمائيّة، مما يُضخِّم محتوى الجين نسبةً إلى عائلات الجينات النمائيّة.
تقترح التفسيرات المحايدة عن حجم الجينوم أنه عندما يكون حجم الجماعة الحية صغيرًا، تصبح العديد من الطفرات محايدة. وبالتالي، يمكن للمحتوى التكراريّ في الجماعات الصغيرة وفضلات الدنا أن تتراكم بدون وضع الكائن في موقف يرثى له تنافسيًّا. يوجد أدلة قليلة تفيد بأنّ حجم الجينوم يخضع إلى انتخابٍ قويّ واسع الانتشار في الكائنات حقيقيّات النواة متعددة الخلايا. يرتبط حجم الجينوم ارتباطًا ضعيفًا، مستقلًا عن محتوى الجين، بأغلب السمات الفسيولوجيّة وتحمل العديد من حقيقيّات النواة، بما يشمل الثديّيات، كمية كبيرة للغاية من الدنا التكراريّ.
بالرغم من ذلك، مرت الطيور بانتخاب قويّ بسبب قلة حجم الجينوم، استجابةً للاحتياجات الحيويّة المتغيِّرة للطيران. تنتج الطيور، على عكس البشر، خلايا دم حمراء تحتوي على نواة، وكلما زاد حجم النواة كلما قلت كمية الأكسجين الذي يصل إلى الخلايا. يفوق الأيض في الطيور مثيله في الثديّيات بصورة كبيرة، بسبب الطيران واحتياجات الأكسجين العالية. وبالتالي، تحتوي معظم الطيور على جينوم صغير ومكتنز بقليل من العناصر التكراريّة. تقترح الأدلة غير المباشرة أن الديناصورات التي كانت سلفًا للطيور الحديثة كانت تحتوي على قليل من الجينوم أيضًا، مما يتلائم مع الحرارة الداخليّة والاحتياجات العالية من الطاقة من أجل الجري بسرعة. حدث الانتخاب بسبب حجم الجينوم الصغير لعدد من البكتيريا أيضًا، لأن زمن النسخ واستهلاك الطاقة يرتبطان بصورة وثيقة بالصلاحيّة.